# 箕山秋月
《箕山秋月》，古琴曲名。一名《箕山操》，
相传巢父、許由隱於箕山而作也。帝堯得知許由十分贤明，想要禪讓帝位給他。許由厭惡聽到此一說法，於是到溪邊洗耳。適逢巢父牽牛前來飮水，詢問許由，由吿之此事。巢父說：「不要弄髒我的牛口。」遂牽牛到上游飮水。於是兩人一同隱居箕山，並作此曲。

## 琴谱记载琴曲歌词
《和文注音琴谱》记载《箕山操》古琴曲的歌词原文：
箕之山兮，可耕而樵。
箕之水兮，可飮而游。
牽牛何來兮，飮吾上流。
彼以天下讓兮，我以之逃。
世豈無堯兮，應堯之求。
吾與堯友兮，不與堯憂。

## 擴展閲讀
- 查阜西，《存见古琴曲辑览》，人民音乐出版社，1958年版